# آکن

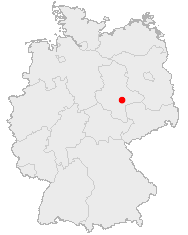
محل شهر آکن آلمان

آکن (Aken) شهری است در ایالت زاکسن-آنهالت آلمان.